# Johnny Jones (político)
Johnny Alfredo Jones Luciano (Santo Domingo, 24 de enero del 1958) es un ingeniero y político conservador dominicano, miembro del Partido Reformista Social Cristiano (PRSC).

## Biografía
Desde joven demostró vocación de servicio e inquietudes por la escritura. Hijo de Alfredo Jones (fallecido) en 1993 y Alba Luciano. Sus ascendientes paternos fueron inmigrantes ingleses de las islas Turcas y Caicos, mientras que por vía materna tiene ascendencia italiana.
Termina sus estudios básicos en (1975) luego de investirse como bachiller en ciencias físicas y matemáticas en el Colegio Evangélico Central.
Creció como joven capitalino de la época, siempre formal y correcto en su comportamiento social. Se gradúa como Ingeniero Civil Mención Sanitaria en la Universidad Autónoma de Santo Domingo en (1982). Posgrado en Administración de Proyectos (1986)
Además completó posgrado en Administración Pública, en el Instituto Costarricense de Administración Pública (1984). Posgrado en Ingeniería Económica, Universidad Nacional Pedro Henríquez Ureña (UNPHU) (1987).
Ha sido catedrático universitario de estudios continuados en la Universidad Nacional Pedro Henríquez Ureña (UNPHU) y profesor de estadísticas de la Universidad CETEX.

## Familia
Contrae nupcias con Miriam Nadal el 14 de mayo de 1986, formando una larga familia compuesta por ocho hijos: Julia, Teresa, Alba, Jahnna, John, Jhoymir, Laura y María Eugenia.

## Trayectoria política
Integra el Partido Reformista Social Cristiano (PRSC), partido conservador liderado por el expresidente de la República Joaquín Balaguer (1906-2002). 
Después de servir en distintas funciones gubernamentales se le designa como director ejecutivo del Instituto Nacional de Aguas Potables y Alcantarillados INAPA (1994).
Una vez terminada la gestión gubernamental del presidente Balaguer (1996), éste se incorpora a la estructura partidaria logrando como primer objetivo alcanzar la secretaría de Organización (1997). Tiempo más tarde ocupa la secretaría General (2001), Vicepresidente (2005-actual).
Participa como candidato a senador por el Distrito Nacional (2006).
Luego de una alianza con el Partido de la Liberación Dominicana (PLD) en 2008, el presidente Leonel Fernández Reyna lo designa como Presidente del Consejo de Administración de la Empresa de Generación Hidroeléctrica Dominicana EGEHID, institución de carácter estatal. Desde el 26 de enero de 2012, ocupa la secretaría General de la Liga Municipal Dominicana. 

## Labor literaria
Al margen de su actividad profesional y política ha publicado varias obras entre las que se destacan:
- Generación perdida (1999)
- Bautizo de Cenizas (2002)
- En el ruedo (2004)

En la actualidad vive en la ciudad de Santo Domingo, junto a su familia.